# Усть-Чорна
Усть-Чо́рна (укр. Усть-Чорна, русин. Усть-Чорне(МФА:[uʂ't͡ʃɔrne̞]), нем. Königsfeld до 1945) — посёлок в Тячевском районе Закарпатской области Украины, центр Усть-Чорнянской поселковой общины.

## Географическое положение
Расположен в Горганах при слиянии рек Брустурянка и Мокрянка, образующих реку Тересва, в 45 километрах северо-восточнее города Тячев. В радиусе 25 километров расположены вершины — Унгаряска (1707 метров), Темпа (1634 метров), Гропа (1494 метров), Братковская (1788 метров) и Чёрная Клева (1719 метров).

## История
Основан в 1714 году ссыльными австрийскими колонистами из города Ишлу, которые должны были обеспечивать лесоматериалами близлежащие соляные шахты в Солотвино. Выделился как отдельный населённый пункт из Немецкой Мокрой (ныне Комсомольск) в 1815 году под названием Кёнигсфельд (Königsfeld — «Королевское поле»). Вторая волна колонистов пришла в 1832 году из венгерского города Спиша (сейчас территория Словакии). Римско-католический костёл был построен в конце XVIII века.
Во время Первой мировой войны окрестности посёлка были ареной боевых действий: в 1916 году войска Брусилова сломили оборону австрийцев на близлежащей седловине Русский путь (ранее Немецкая Поляна).
По результатам Первой мировой войны территория, на которой расположен посёлок Усть-Чорна, перешла к Чехословакии и была в её составе с 1918 года по 1938 год. Тогда же посёлок получил своё нынешнее название — «Усть-Чорна». Новая чешская администрация предприняла активные усилия для экономического и культурного развития края: завозились новые технологии и специалисты для эффективного освоения природных богатств, развивались инфраструктура и туризм. Через Усть-Чорну в это время была проложена узкоколейная железная дорога, проработавшая до 1990-х годов, построен мост, выдержавший сильнейшее наводнение 1998 года, улучшены дороги, построены многие административные здания. По свидетельству местных жителей, за 20 лет чехи сделали для посёлка намного больше, чем австрийцы за всё предыдущее время.
С 1939 года по 1945 год территория, на которой расположена Усть-Чорна, находилась в составе Венгрии, бывшей в союзе с фашистской Германией. Через Усть-Чорну проходила одна из линий обороны (прикрывавшая подходы к Лопухову) мощного венгерского укрепленного района: на окраинах поселка до сих пор есть полуразрушенные бетонные ДОТы, а на склонах окружающих гор — следы окопов времён Второй мировой войны. В 1944 году посёлок был захвачен наступавшими советскими войсками. Перед этим всё немецкое население Усть-Чорны бежало в Австрию. Пособники венгерских фашистов были осуждены советскими властями. Некоторые немецкие семьи впоследствии после войны вернулись жить обратно. В настоящее время в Усть-Чорне проживает около пятнадцати немецких семей. До Второй мировой войны более 80 % населения было немецкоговорящим.
После 1945 года посёлок получил своё дальнейшее развитие в составе СССР. В Усть-Чорне было создано крупное лесопромышленное предприятие, количество рабочих которого доходило до 7 000 человек. Так как предприятие позднее было дотационным и постоянно убыточным, оно прекратило своё существование в 1990-х года. Кроме того, в советский период в посёлке были построены больница и дом культуры, работающие и поныне. С 1970-х годов существует туристическая база «Ялынка». На лето 2014 года база уже несколько лет не принимает туристов. Находится в удручающем состоянии.
В июле 1995 года Кабинет министров Украины утвердил решение о приватизации находившегося здесь электротехнического завода.
Также, в 1990-х годах здесь была построена греко-католическая церковь.

## Культура, здравоохранение, туризм
В Усть-Чорне работают: Дом культуры, больница (кроме прочего радоновые ванны), туристический комплекс на 180 человек.

## Религия
- Греко-католическая церковь.
- Немецкая кирха.

## Транспорт
Через Усть-Чорну проходит автодорога Тересва — Колочава[уточнить].
Находится в 47 км от ближайшей ж.-д. станции Тересва (на линии Солотвино — Батево).
Также, до 1999 года работала УЖД Тересва — Усть-Чорна

## Интересные факты
- Одна из чешских общественных организаций в последние[какие?] годы занимается созданием и расширением системы обозначений туристических троп.
- Австрийская общественная организация реализует[когда?] программу, в которой дети Усть-Чорной, знающие немецкий язык, могут жить некоторое время в австрийских семьях, приобщаясь к австрийской культуре.
- Выходцы из Усть-Чорны теперь[когда?] проживают компактно в ФРГ в городах Гослар, Гайльдорф и Швайнфурт. Здесь созданы их общества. Существует музей «Königsfeld». Издана книга про Усть-Чорну и Немецкую Мокрую.

- Приветствие на въезде в Усть-Чорну
- Усть-Чорна
- Усть-Чорна
- Усть-Чорна, остатки УЖД
- Усть-Чорна, река Тересва